# 贝尔诺斯-博拉克
贝尔诺斯-博拉克（法語：Bernos-Beaulac，法語發音：[bɛʁnɔs bolak]）是法国吉伦特省的一个市镇，属于朗贡区。

## 地理
贝尔诺斯-博拉克（44°22'48"N, 0°15'30"W）面积36.8 平方千米，位于法国新阿基坦大区吉倫特省，该省份为法国西南部沿海省份，是法國本土面积最大的省，北起滨海夏朗德省，西临大西洋，南至朗德省，东南接洛特-加龍省，东临多爾多涅省。
与贝尔诺斯-博拉克接壤的市镇（或旧市镇、城区）包括：马兰博、卡普雪、埃斯科德、屈多斯、吕克莫、蓬佩雅克。
贝尔诺斯-博拉克的时区为UTC+01:00、UTC+02:00（夏令时）。

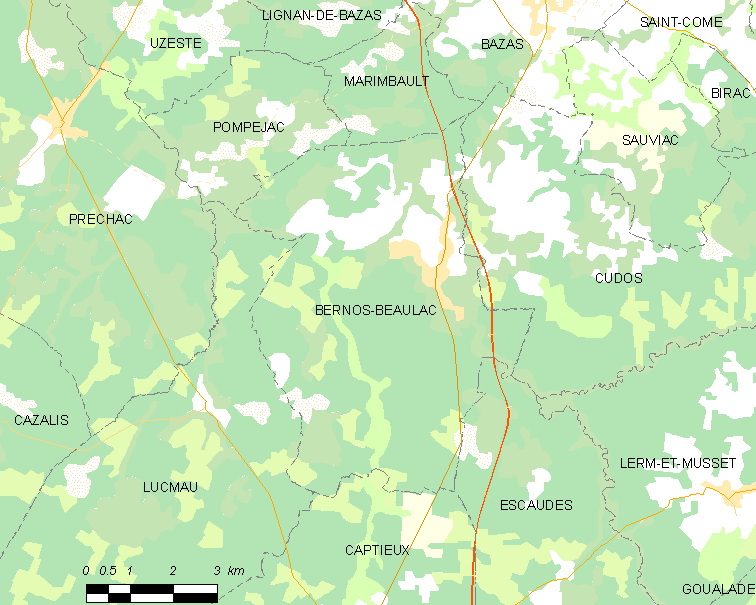
贝尔诺斯-博拉克的OSM定位图

## 行政
贝尔诺斯-博拉克的邮政编码为33430，INSEE市镇编码为33046。

## 政治
贝尔诺斯-博拉克所属的省级选区为南吉伦特县。

## 人口

1962-2008年间贝尔诺斯-博拉克人口变化图示

贝尔诺斯-博拉克于2022年1月1日时的人口数量为1134人。